# Cate Campbell
Cate Natalie Campbell (Blantyre, 20 maggio 1992) è un'ex nuotatrice australiana.
Anche la sorella minore Bronte è una nuotatrice.

## Carriera
Il 28 novembre 2015, ai campionati australiani di nuoto di Sydney, stabilisce il record del mondo dei 100 m stile libero in vasca corta con il tempo di 50"91.
Il 2 luglio 2016, al Gran Prix di Brisbane, stabilisce il record del mondo dei 100 m stile libero in vasca lunga con il tempo di 52"06, battendo di un solo centesimo il precedente primato di Britta Steffen ottenuto dalla nuotatrice tedesca ai  Mondiali di Roma 2009 durante l'era dei "costumoni".
Il 26 ottobre 2017, nel corso dei campionati australiani ad Adelaide, si riprende il record del mondo dei 100 m stile libero in vasca corta, strappandolo a Sarah Sjöström col tempo di 50"25.
Il 15 giugno 2024 annuncia il suo ritiro dalle competizioni ufficiali, dopo aver mancato la qualificazione per la sua quinta Olimpiade.

## Palmarès
- Giochi olimpici

Pechino 2008: bronzo nei 50m sl e nella 4x100m sl.
Londra 2012: oro nella 4x100m sl.
Rio de Janeiro 2016: oro nella 4x100m sl e argento nella 4x100m misti.
Tokyo 2020: oro nella 4x100m sl, nella 4x100m misti e bronzo nei 100m sl.
- Mondiali

Roma 2009: bronzo nei 50m sl.
Barcellona 2013: oro nei 100m sl, argento nei 50m sl, nella 4x100m sl e nella 4x100m misti.
Kazan' 2015: oro nella 4x100m sl e bronzo nei 100m sl.
Gwangju 2019: oro nella 4x100m sl e nella 4x100m misti mista, argento nei 100m sl e nella 4x100m misti e bronzo nei 50m sl.
- Campionati panpacifici

Gold Coast 2014: oro nei 50m sl, nei 100m sl, nella 4x100m sl e nella 4x100m misti.
Tokyo 2018: oro nei 50m sl, nei 100m sl, nella 4x100m sl, nella 4x100m misti e nella 4x100m misti mista.
- Giochi del Commonwealth

Glasgow 2014: oro nei 100m sl, nella 4x100m sl e nella 4x100m misti e argento nei 50m sl.
Gold Coast 2018: oro nei 50m sl, nei 50m farfalla e nella 4x100m sl e argento nei 100m sl.
- Universiadi

Shenzen 2011: oro nella 4x100m sl e bronzo nei 50m sl.
- Vincitrice della Coppa del Mondo nel 2019

## Primati personali
I suoi primati personali in vasca da 50 metri sono:
- 50 m stile libero: 23"78 (2018)
- 100 m stile libero: 52"03 (2018)
- 200 m stile libero: 1'58"21 (2017)
- 50 m delfino: 25"47 (2018)

I suoi primati personali in vasca da 25 metri sono:
- 50 m stile libero: 23"19 (2017)
- 100 m stile libero: 50"25 (2017)
- 50 m delfino: 25"29 (2017)

## International Swimming League
| Stagione 2019 | stagione 2020 | Stagione 2021 |
| ------------- | ------------- | ------------- |
| London Roar   | -             | London Roar   |

## Riconoscimenti
- Pacific Rim Swimmer of the Year: 2013, 2014, 2018